# Траудл Јунге
Гертрауд „Траудл“ Јунге (девојачко Хумпс; 16. март 1920 – 10. фебруар 2002) била је немачка уредница која је од децембра 1942. до априла 1945. радила као последња лична секретарица Адолфа Хитлера. Након што је откуцала Хитлерову опоруку, остала је у Фиреровом бункеру у Берлину до његове смрти.
Након хапшења и заточења у јуну 1945, испитивале су је и совјетска и америчка војска. Касније, у послератној Западној Немачкој, радила је као секретарица. У старости је одлучила да објави своје мемоаре, тврдећи да је током рата била несвесна нацистичких злочина, али је себе кривила што није искористила прилике да истражи извештаје о њима.
Њена прича, делимично заснована на књизи До последњег часа, послужила је као основа за неколико драматизација, нарочито за немачки филм Хитлер, последњи дани из 2004. године, који приказује Хитлерових последњих десет дана.

## Рани живот и образовање
Гертрауд „Траудл“ Хумпс рођена је у Минхену, као ћерка мајстора пивара и поручника резервне војске Макса Хумпса и његове супруге Хилдегард (рођене Цотман). Имала је сестру Инге, рођену 1923. године. Једном приликом изразила је жељу да постане балерина као тинејџерка, али је није примила ниједна балетска школа. Након тога се обучила за секретарицу. Када је чула да постоји слободно место у особљу Рајхсканцеларије, пријавила се.

## Рад за Хитлера
Почела је да ради за Хитлера у децембру 1942. године. Била је најмлађа од његових личних секретарица. „Имала сам 22 године и ништа нисам знала о политици; није ме ни занимала,“ рекла је Јунге деценијама касније, додајући да је осећала велику кривицу јер је „волела највећег злочинца који је икада живео“.
Рекла је: „Признајем, била сам фасцинирана Адолфом Хитлером. Био је пријатан шеф и очински пријатељ. Свесно сам игнорисала све гласове упозорења у себи и уживала у времену проведеном поред њега, скоро до самог горког краја. Није било у томе шта је говорио, већ како је говорио и како је деловао.“
На Хитлерово охрабрење, у јуну 1943. Траудл се удала за официра Вафен СС-а Ханса Хермана Јунгеа (1914–1944), који је раније био Хитлеров слуга и ордонанс. Погинуо је у борбама у Француској у августу 1944. Радила је уз Хитлера у Берлину, Бергхофу, Вучјој јазбини у Источној Пруској, и поново у Берлину у Фиреровом бункеру.

## Берлин, 1945
Године 1945. Јунге је била са Хитлером у Берлину. Током Хитлерових последњих дана, он је редовно ручао са својим секретарицама, Траудл Јунге и Гердом Кристијан. Након рата, Јунге се присећала да је Герда питала Хитлера да ли ће напустити Берлин. Он је то одлучно одбио. Обе жене су посведочиле да је Хитлер у разговорима јасно ставио до знања да његово тело не сме пасти у руке Совјета. Рекао је да ће се убити.
Јунге је 29. априла у Фиреровом бункеру откуцала Хитлерову последњу личну и политичку опоруку. Касније је написала да се 30. априла, док се играла са децом Гебелсових, догодило следеће: „Одједном [...] зачуо се пуцањ, толико гласан, толико близу, да смо сви ућутали. Одјекнуо је кроз све просторије. ‘То је било право у мету’, узвикнуо је Хелмут [Гебелс], не слутећи колико је у праву. Фирер је сада мртав.“
Првог маја Јунге је напустила Фиреров бункер у групи коју је предводио генерал Вафен СС-а Вилхелм Монке. У групи су били и Хитлеров лични пилот Ханс Баур, начелник обезбеђења Рајхсзихерхајтсдинста Ханс Ратенхубер, секретарице Герда Кристијан и Елзе Кругер, Хитлерова дијететичарка Констанце Манциарли и лекар Ернст-Гинтер Шенк. Јунге, Кристијан и Кругер успеле су да побегну из Берлина и стигну до реке Елбе. Остатак групе пронашли су војници Црвене армије 2. маја док су се крили у подруму у близини Шенхаузер алеје. Совјетски војници су оне који су боравили у Фиреровом бункеру предали контраобавештајној служби Смерш на испитивање, како би се сазнало шта се дешавало у бункеру током последњих недеља рата.

## Послератни период
Иако је Јунге стигла до реке Елбе, није успела да се домогне линија западних савезника, па се вратила у Берлин. У град је стигла отприлике месец дана након што га је напустила, у нади да ће, када поново почну саобраћати возови, успети да отпутује на запад. Деветог јуна, након што је око недељу дана живела под лажним именом Герда Алт, ухапсила су је два цивилна члана совјетске војне управе и задржали су је у Берлину ради испитивања. Док је била у затвору, чула је потресне приче од својих совјетских чувара о томе шта је немачка војска учинила њиховим породицама у Совјетском Савезу. Тада је схватила да је већина онога што је мислила да зна о рату на истоку потицала искључиво из онога што је нацистичко министарство пропаганде говорило немачком народу, и да је поступање Совјета према Немцима било одговор на оно што су Немци учинили у Совјетском Савезу.
Јунге је боравила у неколико затвора, где је често испитивана о својој улози у Хитлеровом окружењу и догађајима у вези са његовим самоубиством. До децембра 1945. године пуштена је из затвора, али је и даље морала да остане у совјетском сектору Берлина. На дочеку Нове године 1945. примљена је у болницу у британском сектору због дифтерије и тамо је остала два месеца. Док је боравила у болници, њена мајка успела је да јој обезбеди потребну документацију која јој је омогућила прелазак из британског сектора у Баварску. Документа је добила 2. фебруара 1946. године, након чега је отпутовала из Берлина преко совјетске окупационе зоне (која ће касније постати Источна Немачка) до британске зоне, а затим јужно у Баварску, у америчку зону. Американци су је кратко задржали током прве половине 1946. године и испитивали о њеном боравку у Фиреровом бункеру. Након тога је пуштена и дозвољено јој је да живи у послератној Западној Немачкој.
Јунге је умрла од рака у Минхену 10. фебруара 2002. у 81. години живота.